# بئر البوصة
بئر البوصة إحدى آبار المدينة المنورة، تقرأ بضم الموحدة وفتح الصاد المشددة آخره هاء، وهي من الآبار التي غسل الرسول ﷺ رأسه من مائها وصب غسالة رأسه ومراقة شعره بها، وتقع البئر الآن تحت وقف البصة والنشير من الجهة الجنوبية الشرقية من المسجد النبوي الشريف، مقابل مدرسة العلوم الشرعية.